# Ergolina
L'ergolina és un alcaloide indòlic amb una estructura tetracícilica que constitueix la base estructural d'una família d'alcaloides coneguts com els alcaloides de l'ergot secretats per diferents fongs. Aquests alcaloides es poden unir a receptors de neurotransmissors, com ara els receptors de dopamina, noradrenalina i serotonina, i funcionen com a agonistes o antagonistes no selectius en aquests receptors.
Hi ha tres classes principals de derivats de l'ergolina: les amides solubles en aigua de l'àcid lisèrgic (lisergamides), les ergopeptines i el grup de la clavina.